# Т-75 (трактор)
Т-75 (ДТ-54М) — гусеничний трактор, призначений для виконання основних сільськогосподарських робіт по суцільній обробці ґрунту і збирання врожаю з навісними, напівнавісного і причіпними машинами і знаряддями на підвищених швидкостях. Може бути використаний на дорожніх, меліоративних, будівельних і інших роботах у сільському господарстві, а також при перевезенні важких вантажів на поганих дорогах.
Вироблявся на Харківському тракторному заводі — з 1960 по 1962 рік. Всього було виготовлено 45 800 екземплярів.
Харківський тракторний завод спільно з Всесоюзним інститутом механізації сільського господарства провів глибоку модернізацію трактора ДТ-54 з метою використання його на роботах з підвищеними швидкостями. При підвищенні потужності двигуна з 54 до 75 к.с. і деякій зміні ряду швидкостей модернізований трактор Т-75 забезпечує на всіх роботах збільшення продуктивності на 15% при практично тих самих витрат палива. Спочатку планувалося випускати Т-75 на Харківському та Сталінградському тракторних заводах.
Трактор Т-75 гусеничний, загального призначення, класу 3 т. Перша партія цих тракторів була випущена під маркою ДТ-54М. З 1962 року Харківський тракторний завод перейшов до випуску тільки тракторів марки Т-74.